# Roger Field

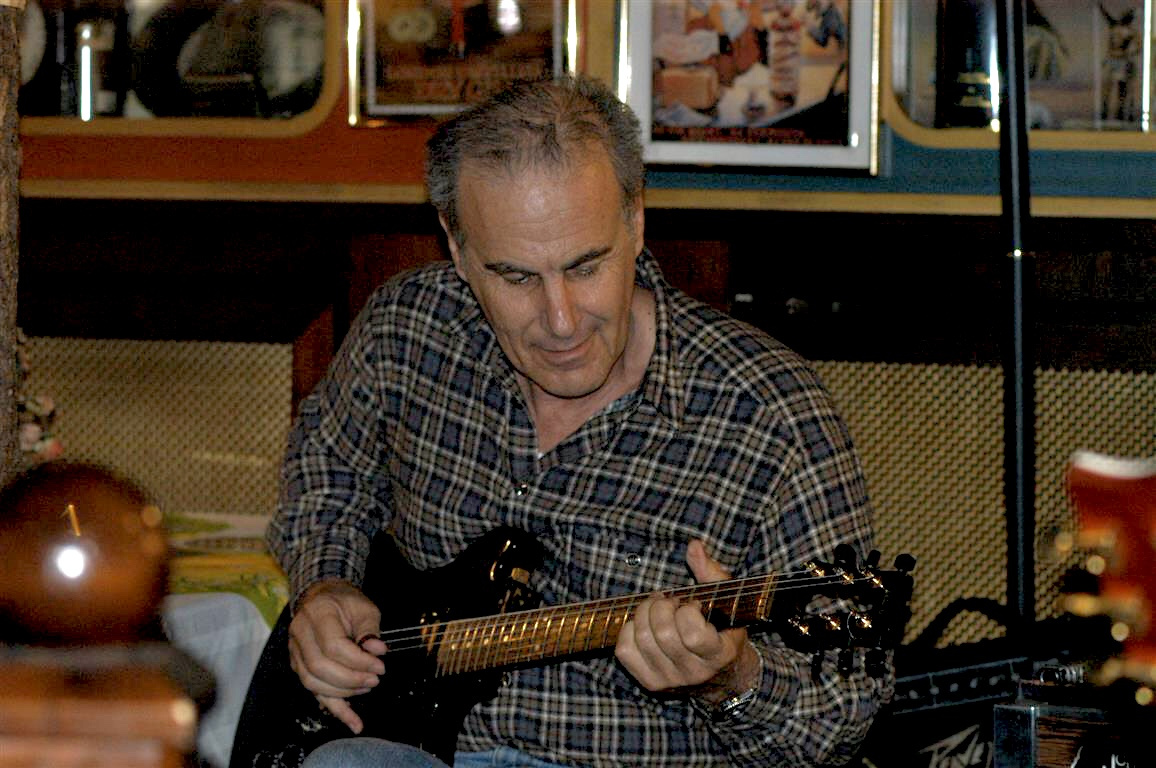
Roger Field (2004)

Roger C. Field (* 31. Juli 1945 in London) ist ein Industriedesigner und Erfinder mit über 100 Patenten.

## Leben und Wirken
Field wuchs in London, Canterbury und in der Schweiz auf. Er besuchte die Internate The King's School, Canterbury und Aiglon College in Villars-sur-Ollon. Er reiste 1965 nach Kalifornien und studierte Industriedesign mit einem Diplom von California College of the Arts. Er kam 1972 nach Deutschland.
Field ist auch als Gitarrist bekannt und hat u. a. mit Chet Atkins, mit dem er befreundet war, und Merle Travis gespielt.
Seine bekannteste Erfindung ist die Foldaxe, eine zusammenfaltbare E-Gitarre, die er für Chet Atkins bauen ließ. Sie ist in Atkins Buch Me and My Guitars zu sehen. Field nahm eine seiner Foldaxe-Gitarren mit in eine Concorde und spielte das Lied Mr. Sandman am 30. September 1987 als Werbegag „durch die Schallmauer“. Mit der Gitarre gewann Field einen wichtigen Designpreis (Designer's Choice Award) in den USA. Ihm wurde auch dafür schriftlich von Raymond Loewy gratuliert.
Field hat zahlreiche Prominente mit der Foldaxe fotografiert, u. a. Keith Richards, Sir Mick Jagger, Sir Paul McCartney, Hank Marvin, David Copperfield, und Eric Clapton. Auch mit Woody Allen und Sir Peter Ustinov ließ er sich fotografieren.
Es ist dem Wirken von Roger Field zu verdanken, dass Hank Marvin und Bruce Welch ihren mehr als 10 Jahre andauernden Streit beilegten und eine Abschiedstournee ihrer alten Band The Shadows durch Großbritannien (2004) bzw. durch Europa (2005) initiierten.
Marcel Dadi komponierte sein Lied Roger Chesterfield für Roger Field (CD Guitar Legend Volume 1).
Field ist in den Medien weltweit bekannt als Arnold Schwarzeneggers Freund und Englischlehrer in München 1968.